# 甘巴泰萨
甘巴泰萨（義大利語：Gambatesa），是意大利坎波巴索省的一个市镇。总面积42平方公里，人口1527人，人口密度36.4人/平方公里（2009年）。ISTAT代码为070025。